# (5518) Mariobotta
(5518) Mariobotta (1989 YF) – planetoida z pasa głównego asteroid okrążająca Słońce w ciągu 3,43 lat w średniej odległości 2,27 j.a. Odkryta 30 grudnia 1989 roku.